# Општина Грачац
Општина Грачац је општина у југоисточној Лици, у Задарској жупанији, Република Хрватска. Сједиште општине је градић Грачац.

## Географија
Општина се налази у источном дијелу Задарске жупаније. На сјеверу се граничи са Личко-сењском жупанијом, односно са општинама Ловинац, Удбина и Доњи Лапац. Западно се налази град Обровац. Источно се налази Босна и Херцеговина, а јужно је Шибенско-книнска жупанија.

## Насеља
Насеља општине Грачац су:
| - Беглуци - Бротња - Брувно - Велика Попина - Вучипоље - Глогово - Горња Суваја - Граб - Грачац - Губавчево Поље | - Дабашница - Дерингај - Доња Суваја - Дреновац Осредачки - Дубоки Дол - Дугопоље - Заклопац - Зрмања - Зрмања Врело - Калдрма | - Кијани - Ком - Куновац Купировачки - Купирово - Мазин - Надврело - Нетека - Омсица - Осредци - Отрић | - Паланка - Прибудић - Прљево - Растичево - Рудопоље Брувањско - Срб - Тишковац Лички - Томингај - Церовац |

## Историја
Из општине Грачац је 1995. издвојен Ловинац у самосталну општину, док је Грачацу прикључен Срб из некадашње општине Доњи Лапац.

## Становништво
По попису из 1991. године, велика предратна општина Грачац, која је обухватала данашње општине Грачац и Ловинац, имала је 10.434 становника сљедећег националног састава:
- Срби - 8.371 (80,22%)
- Хрвати - 1.697 (16,26%)
- остали, неопредијељени и непознато - 366 (3,52%)

После протјеривања Срба из Републике Српске Крајине августа 1995. године, већинско становништво су постали Хрвати (57,6%), а потом слиједе Срби (38,8%). По попису становништва из 2001. године, општина Грачац имала је 3.923 становника (Хрвати 53,9%, Срби 45,1%).
Према попису становништва из 2011. године, општина Грачац је имала 4.690 становника.
| Срез Грачац                  |        |        |
| година пописа                | 1953.  | 1948.  |
| Срби                         | 14.245 | 14.193 |
| Хрвати                       | 4.334  | 4.640  |
| Словенци                     | 13     | 13     |
| Југословени / неопредијељени | 6      |        |
| Мађари                       | 3      |        |
| Чеси и Словаци               | 1      |        |
| остали Словени               | 2      |        |
| остали несловени             | 10     |        |
| остали и непознато           |        | 11     |
| укупно                       | 18.614 | 18.857 |

### Национални састав Општине Грачац
| година пописа | укупно | Срби            | Хрвати         | остали        |
| ------------- | ------ | --------------- | -------------- | ------------- |
| 2011.         | 4.690  | 2.118 (45,16%)  | 2.528 (53,90%) | 44 (0.94%)    |
| 2001.         | 3.923  | 1.523 (38,82%)  | 2.260 (57,61%) | 140 (3,57%)   |
| 1991.         | 10.434 | 8.371 (80,22%)  | 1.697 (16,26%) | 366 (3,52%)   |
| 1981.         | 11.863 | 8.578 (72,31%)  | 2.150 (18,12%) | 1.135 (9,57%) |
| 1971.         | 14.819 | 11.318 (76,37%) | 3.107 (20,97%) | 394 (2,66%)   |
| 1961.         | 17.586 | 13.670 (77,73%) | 3.736 (21,24%) | 180 (1,02%)   |